# Freiherr-vom-Stein-Allee 10 (Weimar)

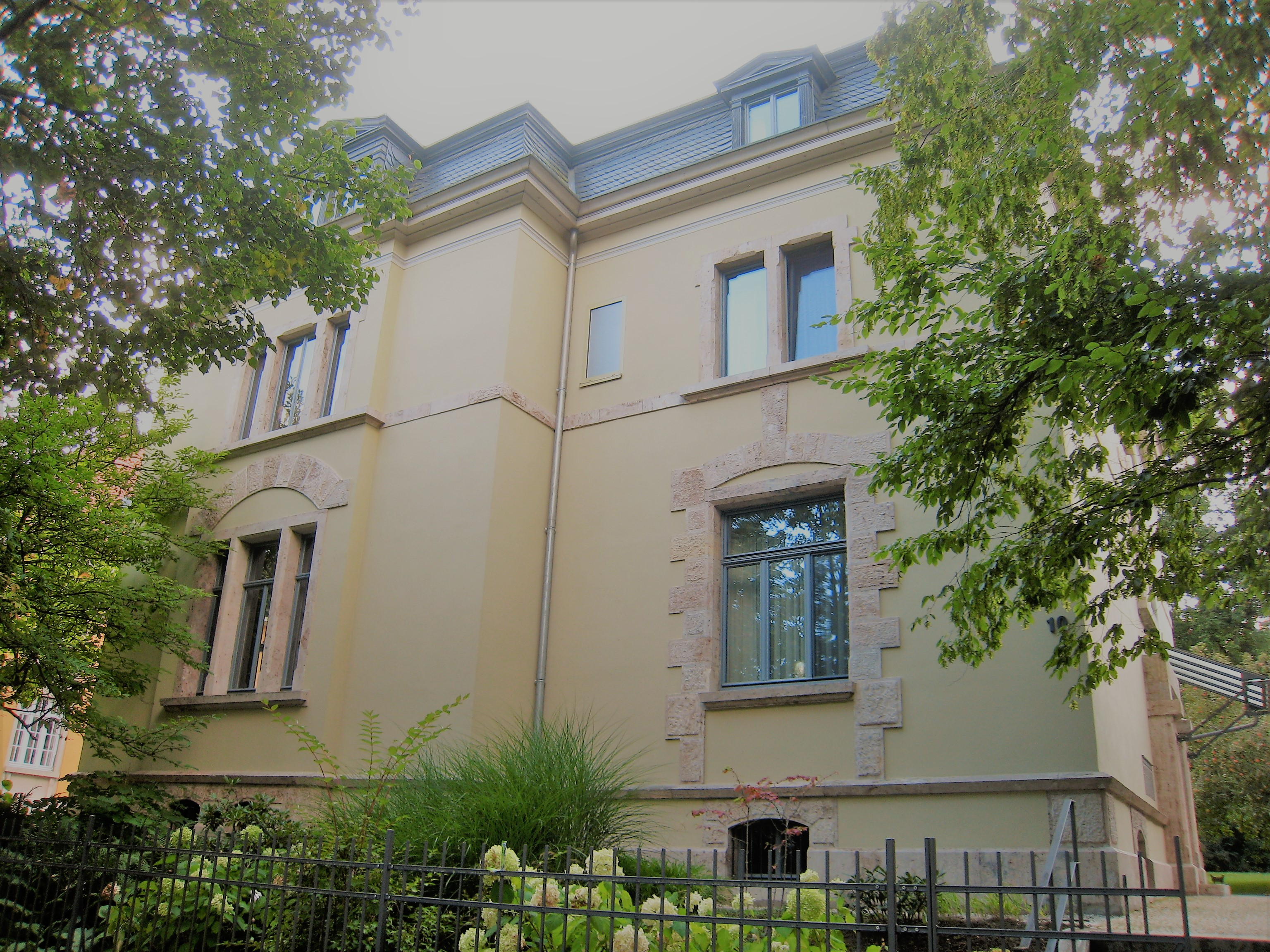
Freiherr-vom-Stein-Allee 10

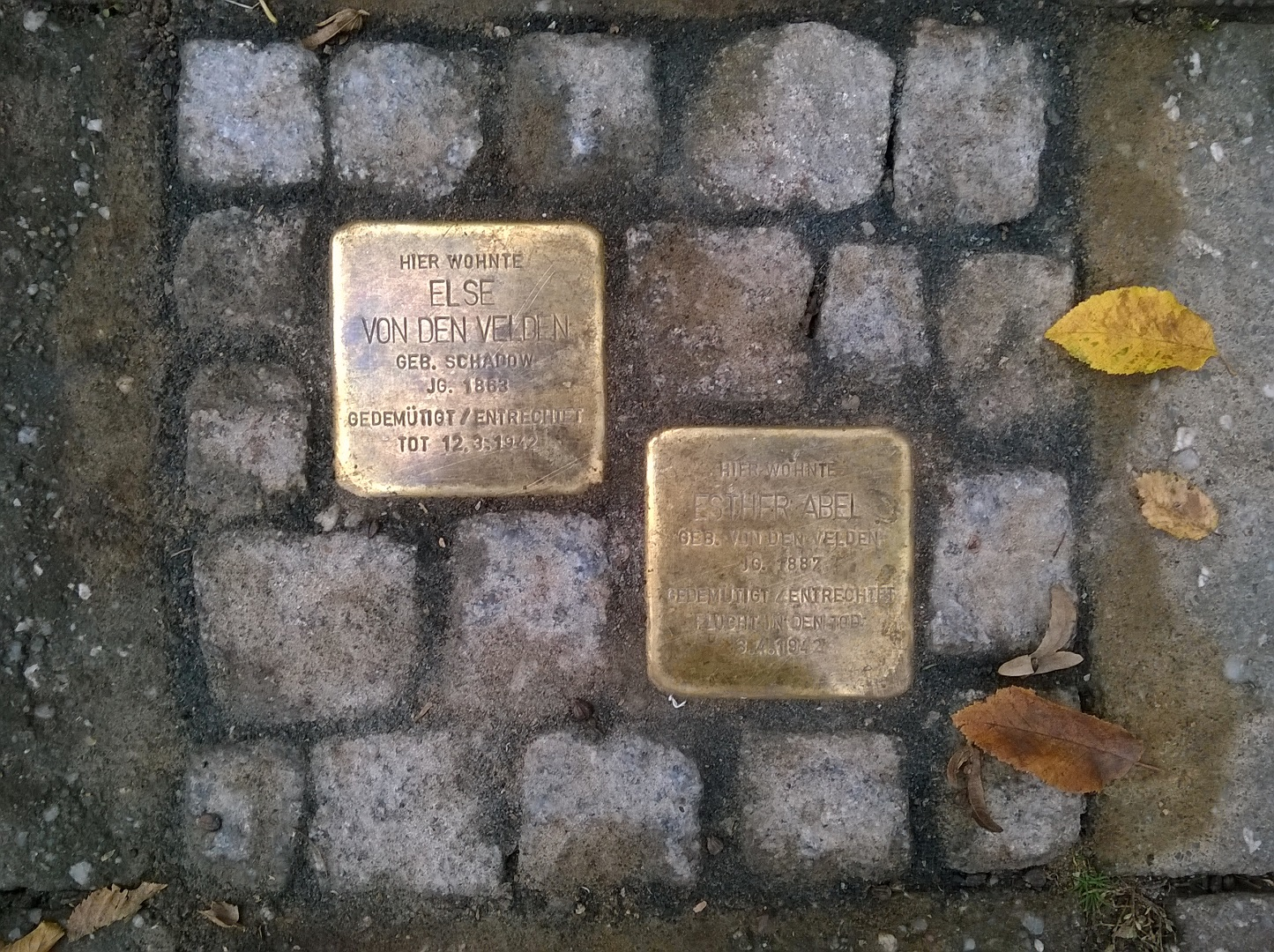
Stolpersteine Freiherr-vom-Stein-Allee 10

Die Freiherr-vom Stein-Allee 10 in Weimar ist ein zweigeschossiges Wohnhaus im Stil der Neorenaissance.

## Geschichte
Das Gebäude entstand etwa 1892/93. Eigentümer und vermutlich auch Bauherr war der Bauunternehmer Albert Sömmering. Ob Sömmering auch zugleich dessen Architekt war ist möglich, aber nicht bekannt. Es ist eines der ältesten Gebäude dieser Straße. Das Gebäude besitzt ein schiefergedecktes Mansarddach. Die Fenster mit Kalksteinrahmen des verputzten Baues sind im Sockelbereich und dem Erdgeschoss mit Kalksteinbossen hervorgehoben. Im Obergeschoss sind die gesamten Rahmen aus Kalkstein ohne eine solche zusätzliche Umrahmung. Das Gebäude ist um die Breite des Vorgartens von der Straßenflucht zurückgesetzt.
Das Gebäude selbst steht nicht auf der Denkmalliste, aber der Bereich-Freiherr vom-Stein-Allee steht mit den Nummern 1 – 26, 28, 30, 32, 34 auf der Liste der Kulturdenkmale in Weimar (Sachgesamtheiten und Ensembles). Damit ist auch dieses Gebäude erfasst.
Vor dem Gebäude auf dem Fußweg sind Stolpersteine für Else von der Velden und Ester Abel, geb. von der Velden in den Fußweg eingelassen, der auf der Liste der Stolpersteine in Weimar verzeichnet ist. In diesem Hause wohnte zudem der österreichisch-ungarische Offizier jüdischer Abstammung Kornel Abel. Einer der beiden Stolpersteine erinnert an dessen Ehefrau.